# الدوري المكسيكي لكرة القاعدة
الدوري المكسيكي لكرة القاعدة هو أعلى دوري لرياضة كرة القاعدة في المكسيك،تأسس الدوري في 1925 وهو بذلك يعد أقدم دوري رياضي قائم في المكسيك.